# Curvatula
Curvatula là một chi bướm đêm thuộc họ Noctuidae.